# سال‌ها (رمان آنی ارنو)

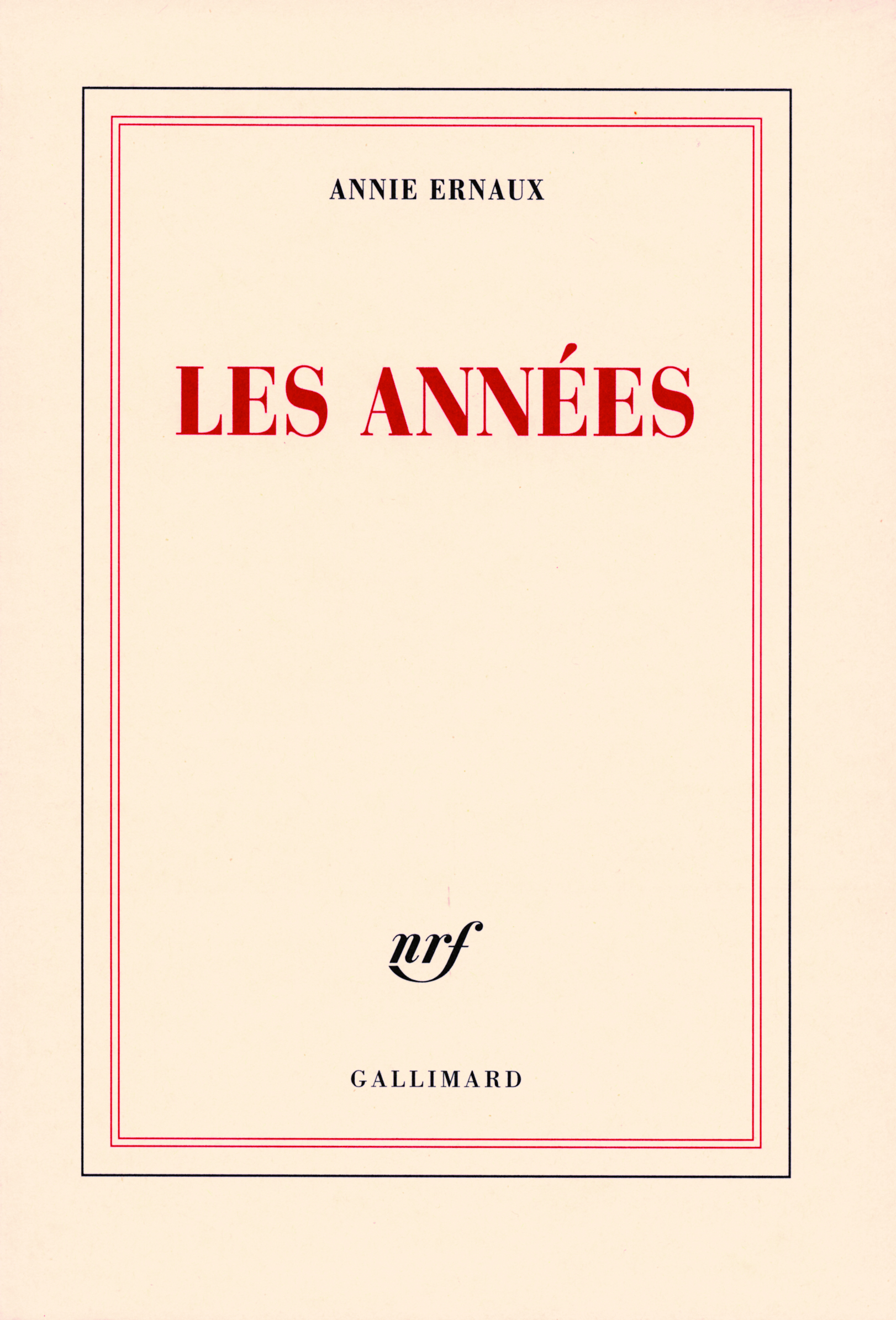
سالها

سال‌ها (به فرانسوی: Les Années) رمانی فرانسوی است که در سال ۲۰۰۸ توسط آنی ارنو نوشته شده است.
این رمان برنده جایزه ادبی مارگریت دوراس، جایزه فرانسوا موریاک ناحیه آکیتن و جایزه زبان فرانسه شده است.

## خلاصه
رمان بین توصیف عکس‌هایی که نویسنده را به تصویر می‌کشد و تاریخ ثبت آنها بین ۱۹۴۱ تا ۲۰۰۶ است و همچنین یک نقاشی از دورانی که در آن این عکس‌ها گرفته شده‌اند و از خلال خاطراتی که در ذهن نویسنده حک شده‌اند و براساس ارتباط جامعه‌شناختی انتخاب شده‌اند در نوسان است.